# Zombie Shark
Zombie Shark est un programme de docufiction de Discovery Channel, réalisé pour la Shark Week 2014. 

## Synopsis
La prémisse du programme est que les requins peuvent être amenés dans un état d’immobilité tonique (une sorte de transe) en les retournant sur le dos, et que cette caractéristique pourrait expliquer comment une série supposée de meurtres de grands requins blancs s’est produite. Le film suggère que les orques ont développé cette compétence et sont donc capables de tuer un grand nombre de requins.

## Réception critique
Zombie Shark, comme une grande partie de la programmation de Discovery en 2014, a été dénigrée par les critiques, le Houston Press affirmant que Discovery avait sauté le requin.